# 3117 Niépce
3117 Niépce è un asteroide della fascia principale. Scoperto nel 1983, presenta un'orbita caratterizzata da un semiasse maggiore pari a 2,8497649 au e da un'eccentricità di 0,0558670, inclinata di 3,24092° rispetto all'eclittica.
Nel 1986 l'asteroide era stato inizialmente battezzato 3117 Niepce e avrebbe dovuto assumere la denominazione attuale nel 1987 ma per un errore nell'errata corrige mantenne la denominazione iniziale fino al 2023.
L'asteroide è dedicato al fotografo francese Joseph Nicéphore Niépce, noto per essere stato l'autore della prima fotografia della storia.